# Neue Zeit – Nowoje Wremja
Die Neue Zeit – Nowoje Wremja ist eine seit 1991 in Halbstadt in Russland erscheinende Tageszeitung. Die Zeitung veröffentlicht Beiträge in russischer und deutscher Sprache. Sie erscheint zweimal wöchentlich; der Umfang beträgt zwölf Seiten.
Im Altaigebirge wurde 1927 ein deutscher Nationalkreis geschaffen, der bereits nach wenigen Jahren wieder aufgelöst wurde. 1991 kam es zur Wiedererrichtung dieser Gebietskörperschaft. In diesem Zusammenhang wurde auch die Neue Zeit – Nowoje Wremja gegründet. Der Redaktionssitz befand sich zunächst in Slawgorod, 1997 wurde er nach Halbstadt verlegt. Erster Redaktionsleiter war Nikolai Fjodorowitsch Shaidurov, später war es Agata Samuilnowna Stobe. Seit 2005 ist Jelena Wolf verantwortlich, der ein Team von elf Personen zur Seite steht.
Die Auswanderung vieler Deutschstämmiger hatte zur Folge, dass 2006 deutschsprachige Texte kaum noch in der Zeitung erschienen. Seit 2007 erscheinen wieder in kleinerem Umfang Beiträge in deutscher Sprache.
Es handelt sich um die einzige Tageszeitung Russlands und Asiens mit deutschsprachigen Beiträgen.